# Yi-Li Keng
Yi Li Keng, 耿以礼 en xinès, (1898 – 1975) fou un botànic xinès, especialitzat en l'estudi de les tritícies.
A la George Washington University de Washington DC es conserva la seva tesi doctoral del 1933, The Grasses of China (Les herbes de la Xina). Va ser professor de botànica a la universitat de Nanjing. Autor de diverses obres importants en el camp de la flora, escrites en solitari o conjuntament amb el seu fill, i també botànic, Pai Chieh Keng.
En homenatge, hom batejà l'espècie Kengyilia amb el seu nom llatinitzat. Les seves col·leccions es conserven a l'herbari del jardí botànic de Nanking.

## Obres
- Oxytenanthera felix, a new species of bamboo from Yunan, China, article a Journal of the Washington Academy of Sciences vol. 30, 10 (1940) p. 425-426
- Yi-Li Keng, Pai-Chieh Keng New bamboos from Szechwan Province, China 1946
- Yi-Li Keng, Baijie Geng Zhongguo zhong zi zhi wu fen ke jian suo biao Shangai: Chungkuo ke xue tu su yi qi gong si, 1948
- Yili Geng Yili, Bojie Geng Zhongguo Zhongzi Zhiwu Fenke Jiansuobiao 1950
- Zhongguo Zhuyao Heben Zhiwu Shuzong Jiansuobiao 1957
- Claves Generum et Specierum Graminearum Primarum Sinicarum Appendice Nomeniclatione Systematica Beijing, 1957. En xinès, amb índex de plantes en llatí. Segona edició: Shanghai, Scientific Books Publishers, 1958
- Zhongguo zhu yao zhi wu tu shuo: he ben ke = Flora illustralis Plantarum Primarum Sinicarum. Gramineae Beijing: Academia Sinica Press, 1959 (2a. ed. 1965)
- Yi-Li Keng, Baijie Geng Zhongguo zhong zi zhi wu fen ke jian suo biao Beijing, Ke xue zhu ban she, 1958, 1964. En xinès, amb índex de plantes en llatí.